# Urgleptes signatus
Urgleptes signatus es una especie de escarabajo longicornio del género Urgleptes, tribu Acanthocinini, subfamilia Lamiinae. Fue descrita científicamente por LeConte en 1852.
El período de vuelo ocurre durante los meses de mayo, junio, julio, agosto y septiembre.

## Descripción
Mide 4,5-9 milímetros de longitud.

## Distribución
Se distribuye por Canadá y Estados Unidos.